# Rako
Rako (* 17. Dezember 1983 in Berlin; bürgerlich Tolga G.) ist ein deutscher Rapper aus Berlin-Steglitz.

## Leben
Rako, der deutsche und türkische Vorfahren hat, wuchs in Lankwitz im Süden von Berlin auf. Im Alter von zwölf Jahren begann Rako mit Graffiti und sprühte hauptsächlich seine Crewinitialen MMG. Darauf folgten zwei Jahre später einige Gerichtsverhandlungen mit dem Vorwurf des Vandalismus, welche einige Aufenthalte im Arrest und in Anstalten zur Folge hatten. In dieser Zeit nahm er seinen heutigen Künstlernamen Rako an. Er kam zum Rappen, worauf er seine Tätigkeit als Sprayer ruhen ließ. Als Rapper konzentrierte sich Rako hauptsächlich auf das Freestylen. Er machte sich in kurzer Zeit einen Namen in der Berliner Hip-Hop-Szene.
Im Jahr 2000 nahm Rako gemeinsam mit einigen Wegbegleitern zuhause erste Tracks auf. Zwei Jahre danach kam Rako mit dem Berliner Rapper MC Bogy in Kontakt, mit dem er einige gemeinsame Lieder aufnahm. MC Bogy bot Rako dann auch die Möglichkeit, ein Soloalbum über das Label Bassboxxx zu veröffentlichen. Während der Aufnahmen zu Rakos Debütalbum trat er auch weiterhin bei zahlreichen Freestyle-Battles in ganz Deutschland auf. Er gewann dabei unter anderem mehrmals den Vize-Titel in Berlin.
Im Jahr 2004 erschien schließlich Rakos Debütalbum Mentaler Kriegszustand über das Plattenlabel Bassboxxx. Kurze Zeit darauf wurde er Mitglied der Gruppe 41 Beatfanatika, welche Rakos Album größtenteils produzierte. Danach machte er vor allem mit Features und Beiträgen zu Samplern auf sich aufmerksam.
Im Jahr 2006 erschien gemeinsam mit 41 Beatfanatika das Mixtape Überdosis. Noch im selben Jahr veröffentlichte Rako gemeinsam mit seinem Labelpartner Kraze das Mixtape Southside Story. Zwei Jahre danach erschien im April 2008 das 41 Beatfanatika-Album Das Album. bei Bassdraft. Das bereits einige Jahre zuvor angekündigte, zweite Album Panzersound erschien am 29. April 2009 erneut über Bassboxxx. Dazu wurde ein Video zu Asphaltrap veröffentlicht. Anschließend trennte sich Rako von 41 Beatfanatika.
Am 5. März 2010 erschien Rakos drittes Soloalbum Hartes Business über das Plattenlabel Endbest. Ein Video wurde zum Titel Dieses Lied ausgekoppelt. Einige Monate danach veröffentlichte er gemeinsam mit Blokkmonsta das Kollaboalbum Wir bringen das Drama. Kurz darauf wurde bekannt, dass Rako zum Label Hirntot Records wechselt.
Am 4. Februar 2011 veröffentlichte Rako die Compilation Söldner – Gastparts Vol. 1, die 16 Songs, die auf Tonträgern von anderen Künstlern erschienen und Beteiligung von Rako aufwiesen, enthielt. Zudem wurde darauf ein Posse-Track mit 31 anderen Rappern veröffentlicht.
Auf dem Album Bis einer Weint des Berliner Rap-Duos DNP ist Rako außerdem als Gastmusiker vertreten.
Im Mai 2011 erschien Post Mortem im Eigenvertrieb. Der Tonträger war auf 250 Exemplare limitiert.

## Diskografie
Alben
- 2004: Mentaler Kriegszustand (indiziert)
- 2009: Panzersound
- 2010: Hartes Business
- 2011: Para Bellum – Mentaler Kriegszustand 1.5
- 2012: Biomechanisch
- 2015: Rakokalypse
- 2017: Rako
- 2023: Aus Liebe zum Hass
- 2024: Mentaler Kriegszustand 2
- 2024:  Best Shots

Kollaborationen
- 2006: Southside Story (Mixtape mit Kraze)
- 2006: Überdosis (Mixtape mit 41 Beatfanatika)
- 2008: Das Album (mit 41 Beatfanatika)
- 2010: Wir bringen das Drama (mit Blokkmonsta)
- 2011: Nekromantik (mit Schwartz)
- 2011: Para Bellum Sampler (mit Jesa, Almoe und Trunk)
- 2011: Kinder des Zorns (mit Uzi)
- 2011: Lauter, stärker, besser, härter (mit Kralle)
- 2013: Wir bringen das Drama 2 (mit Blokkmonsta)
- 2014: Para Bellum Sampler 2 (mit Jesa, Almoe und Trunk)
- 2022: 4665 (mit Essu)

Mixtapes
- 2011: Söldner – Gastparts Vol. 1
- 2011: Post Mortem
- 2011: Wie ein Soldat
- 2021: Panzer Tape Vol. 1
- 2022: Panzer Tape Vol. 2

Freetracks
- 2009: Dämonen tanzen Tango (feat. Hirnspalt)
- 2010: Hartes Business Exclusive (feat. Meuss, MiZZioN, Astra030 & M-Hot)
- 2010: Rauschgift (feat. Jasha & Blokkmonsta)
- 2010: Hartes Business mit der Maske! (feat. Blokkmonsta)
- 2010: 6 Fuß tief (feat. Blokkmonsta)
- 2010: Der Boss (Titel gegen Kollegah)
- 2010: Mein G3
- 2011: Militant arrogant
- 2011: Full Metal Jacket
- 2011: Flieg
- 2011: Ra ta ta ta (feat. Zamir)
- 2014: Ruf der Pflicht (mit Rako)